# Feketehalom

A Kotla háromdimenziós képe

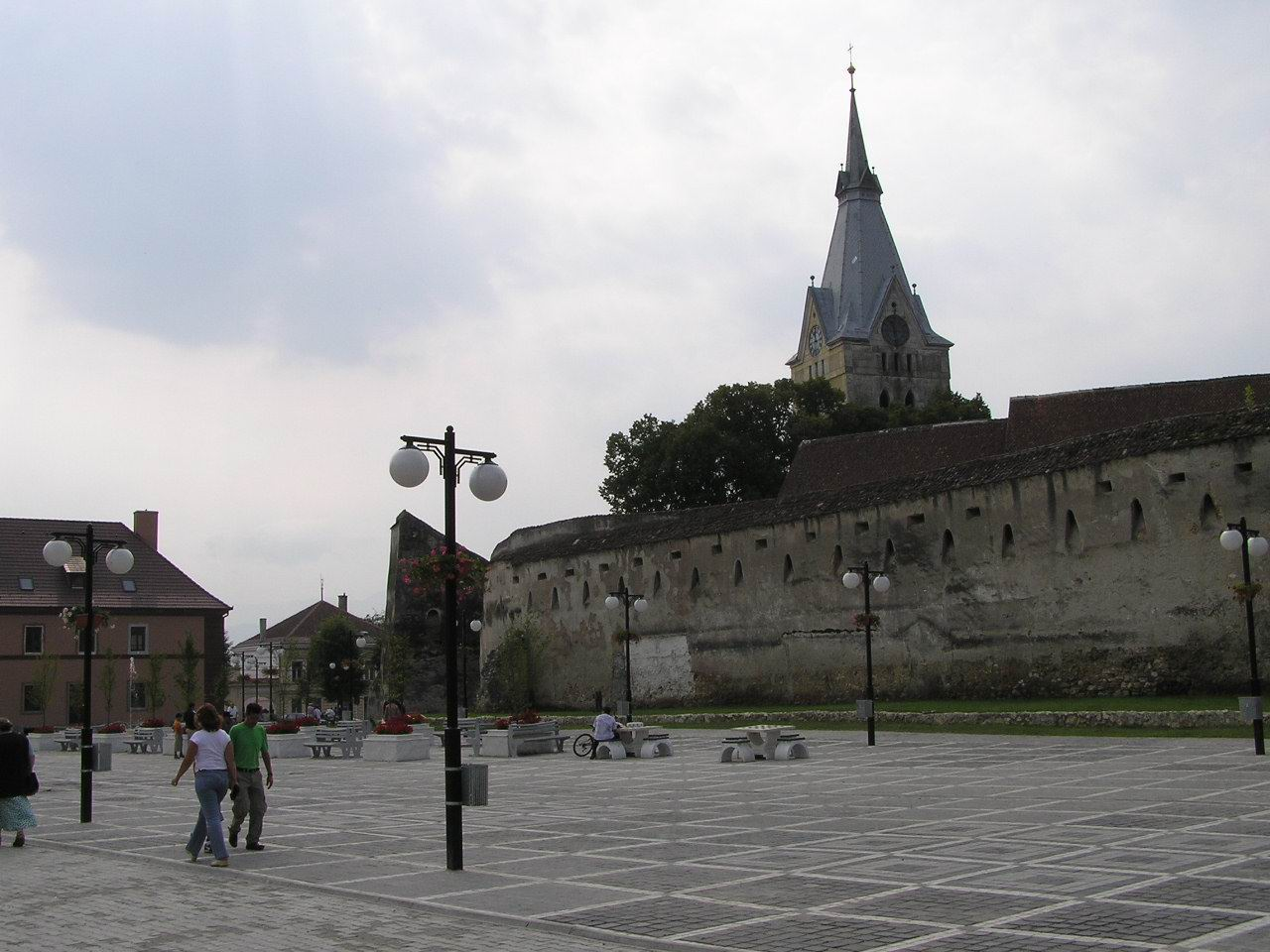
Az erődtemplom

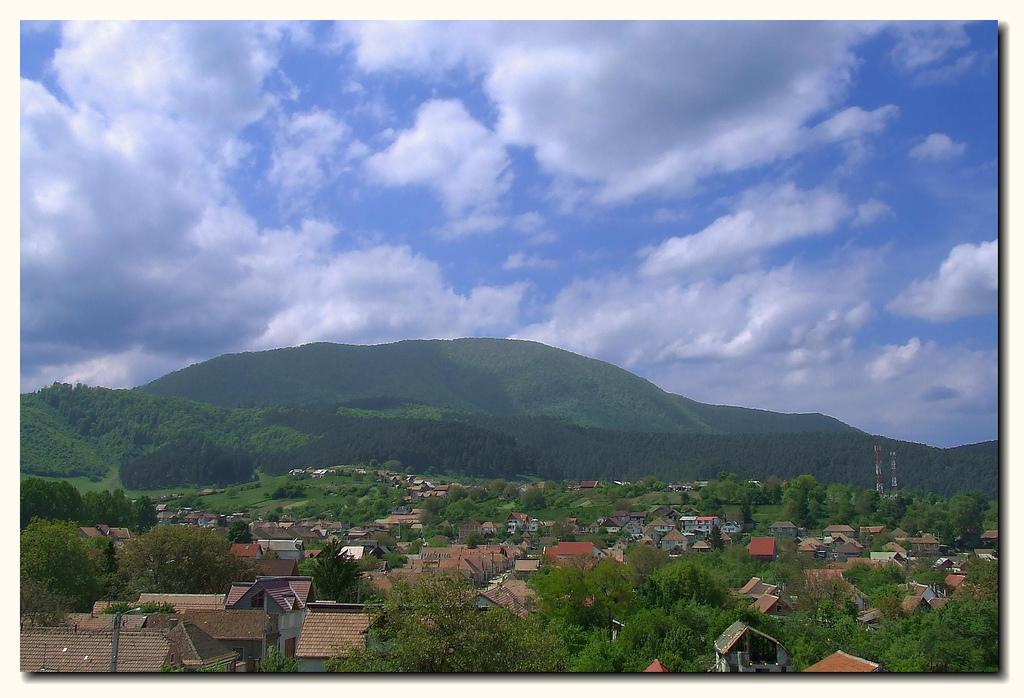
A Kotla

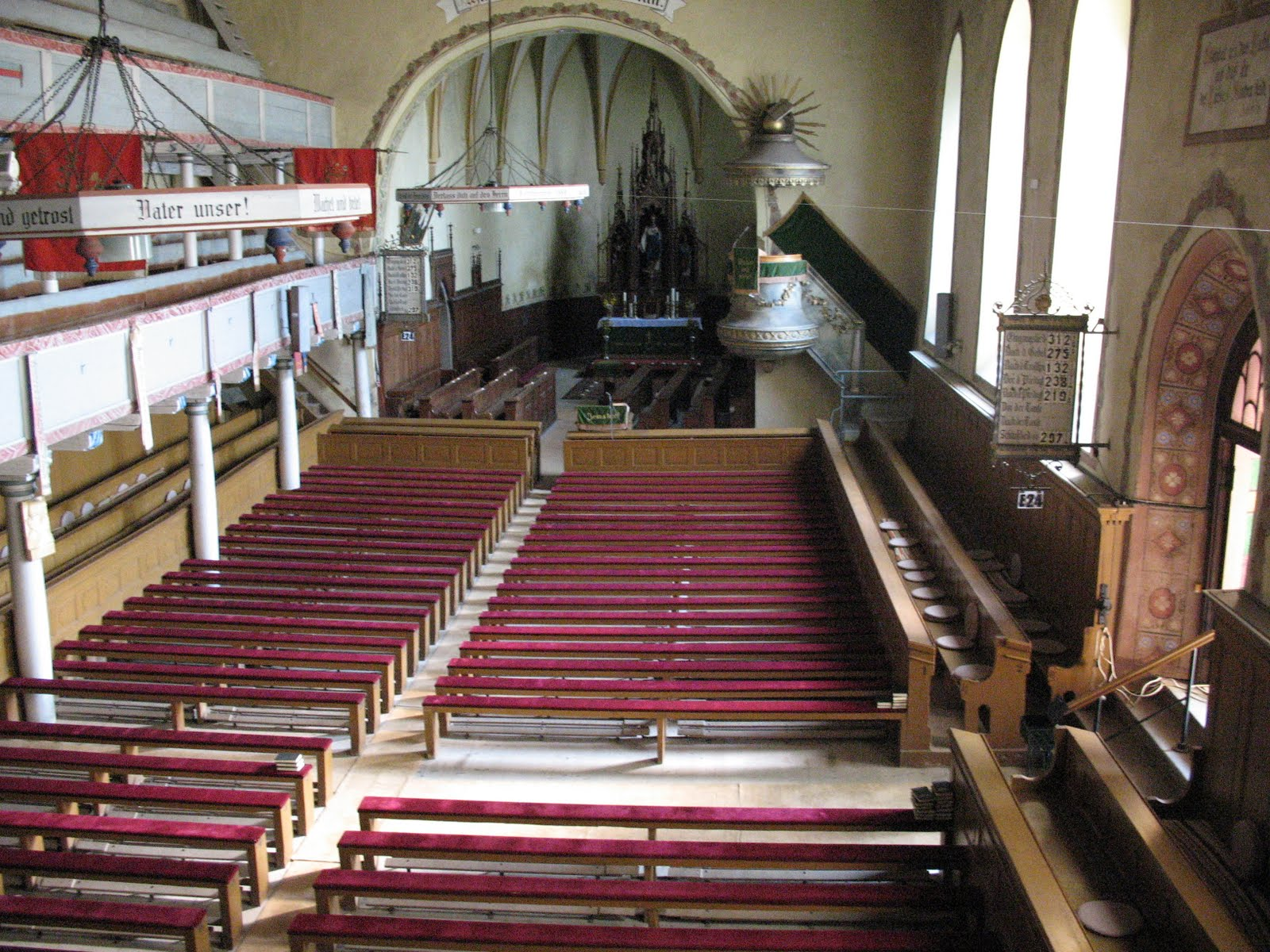
Az evangélikus templom belső tere

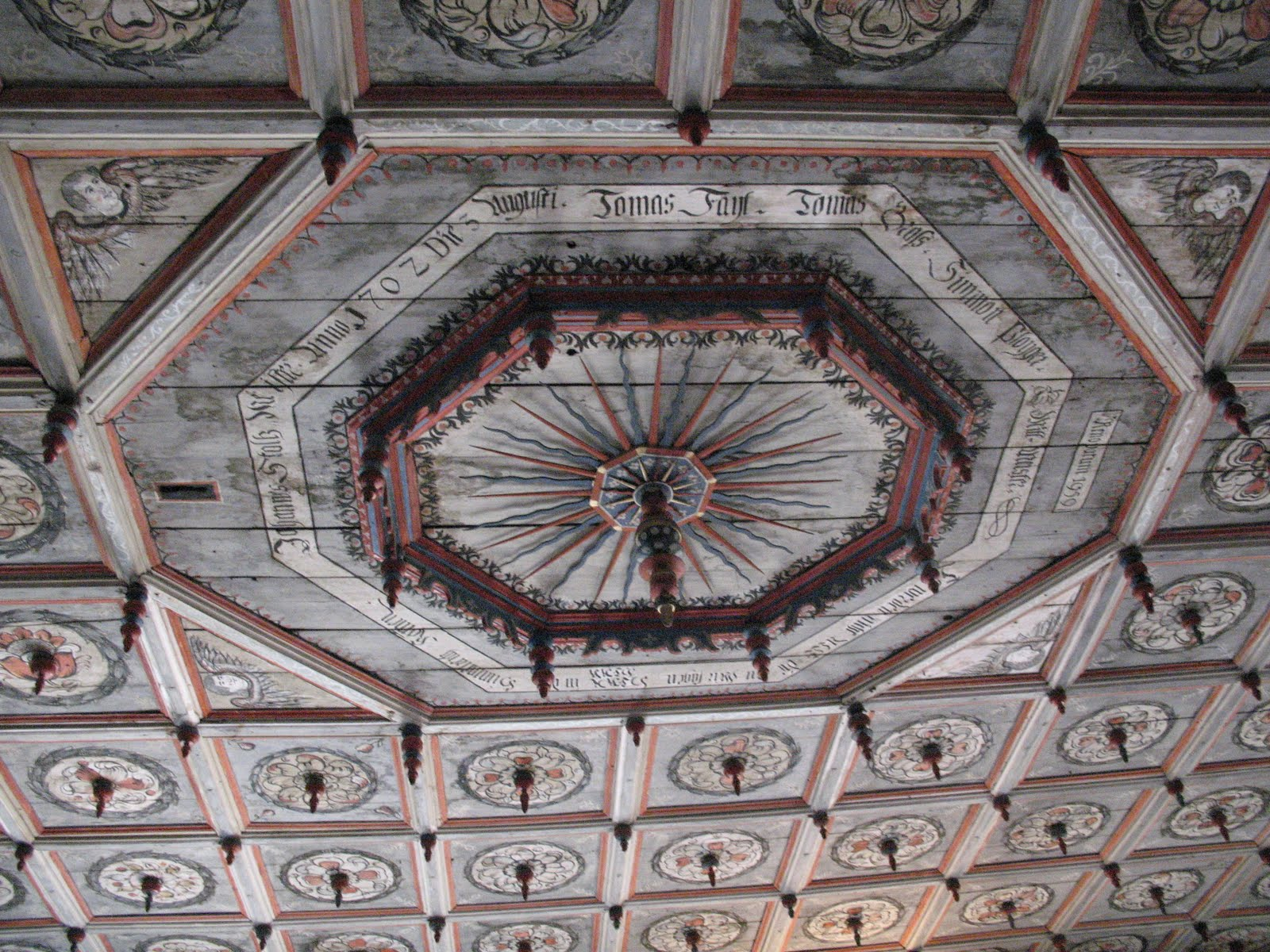
Az evangélikus templom kazettás mennyezete

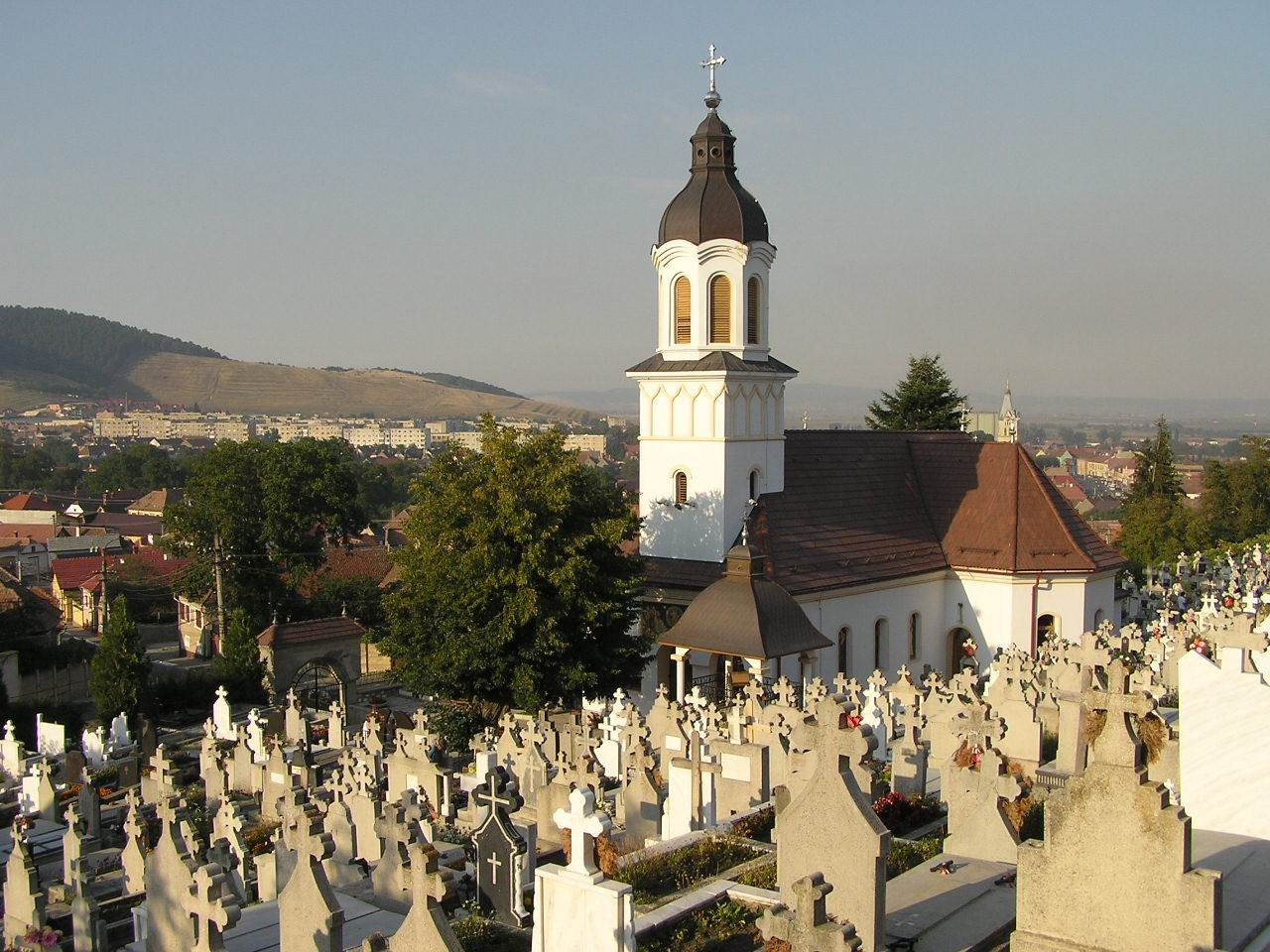
Az ortodox templom

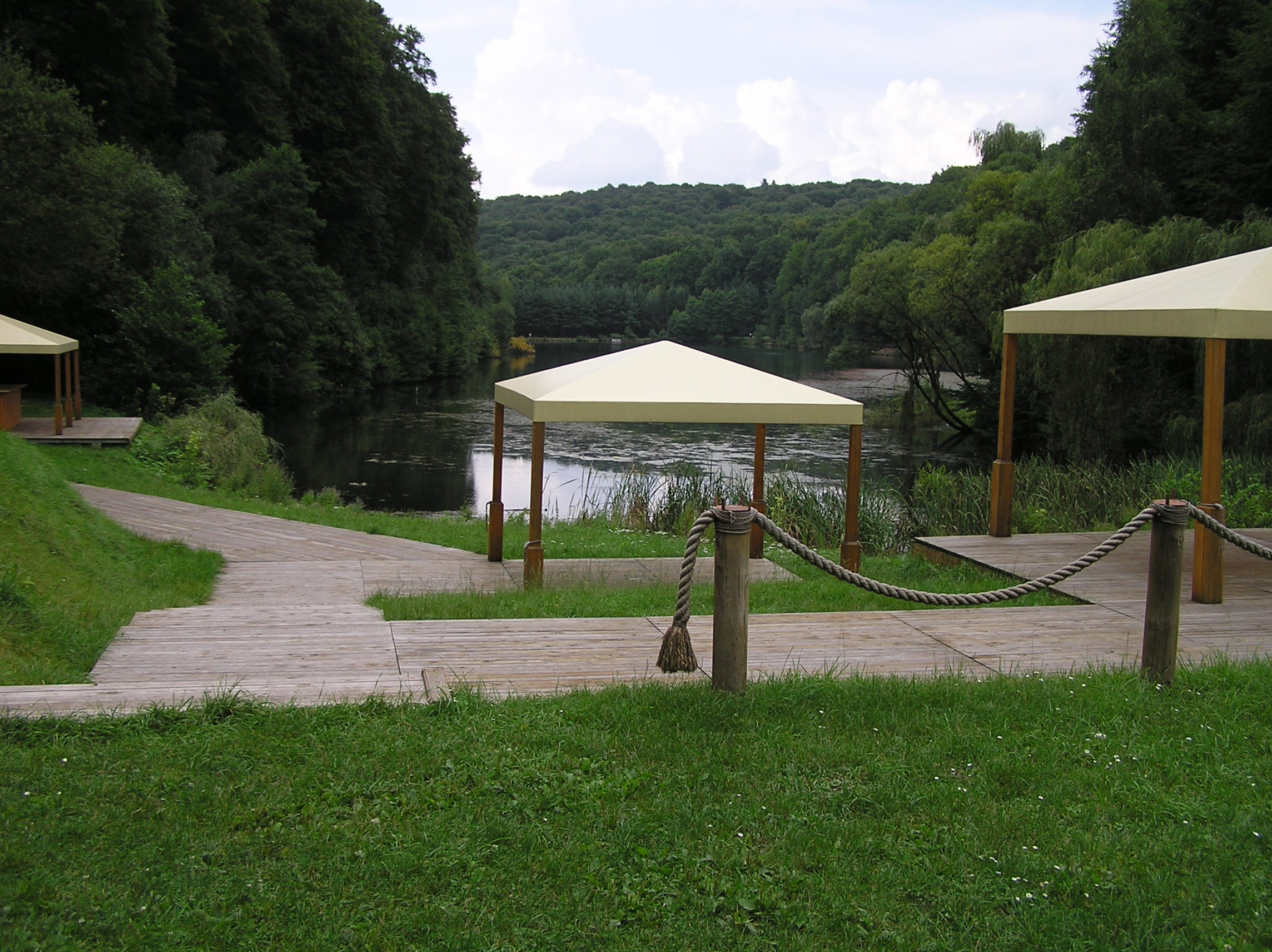
A víztározó

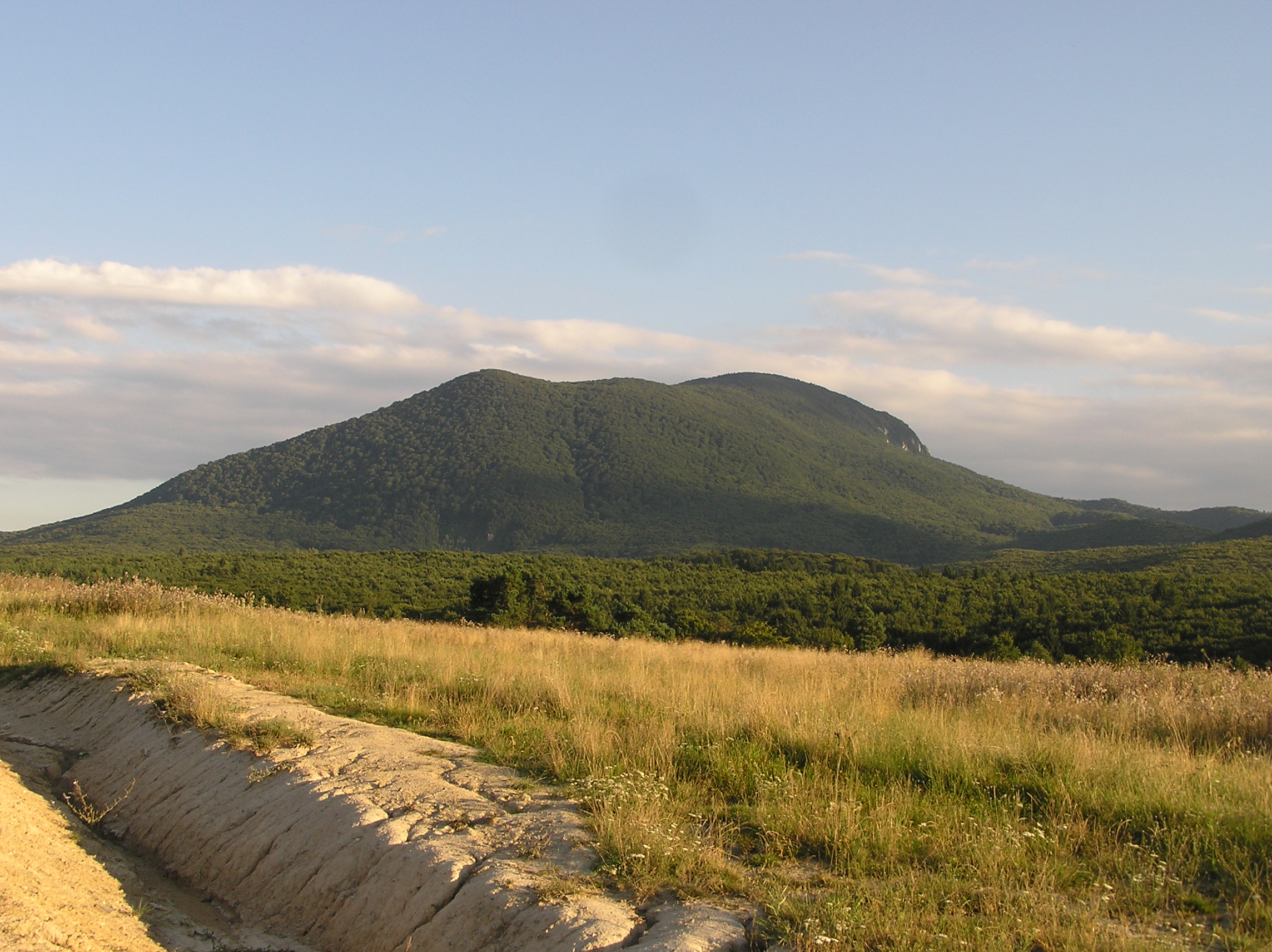
A Kotla

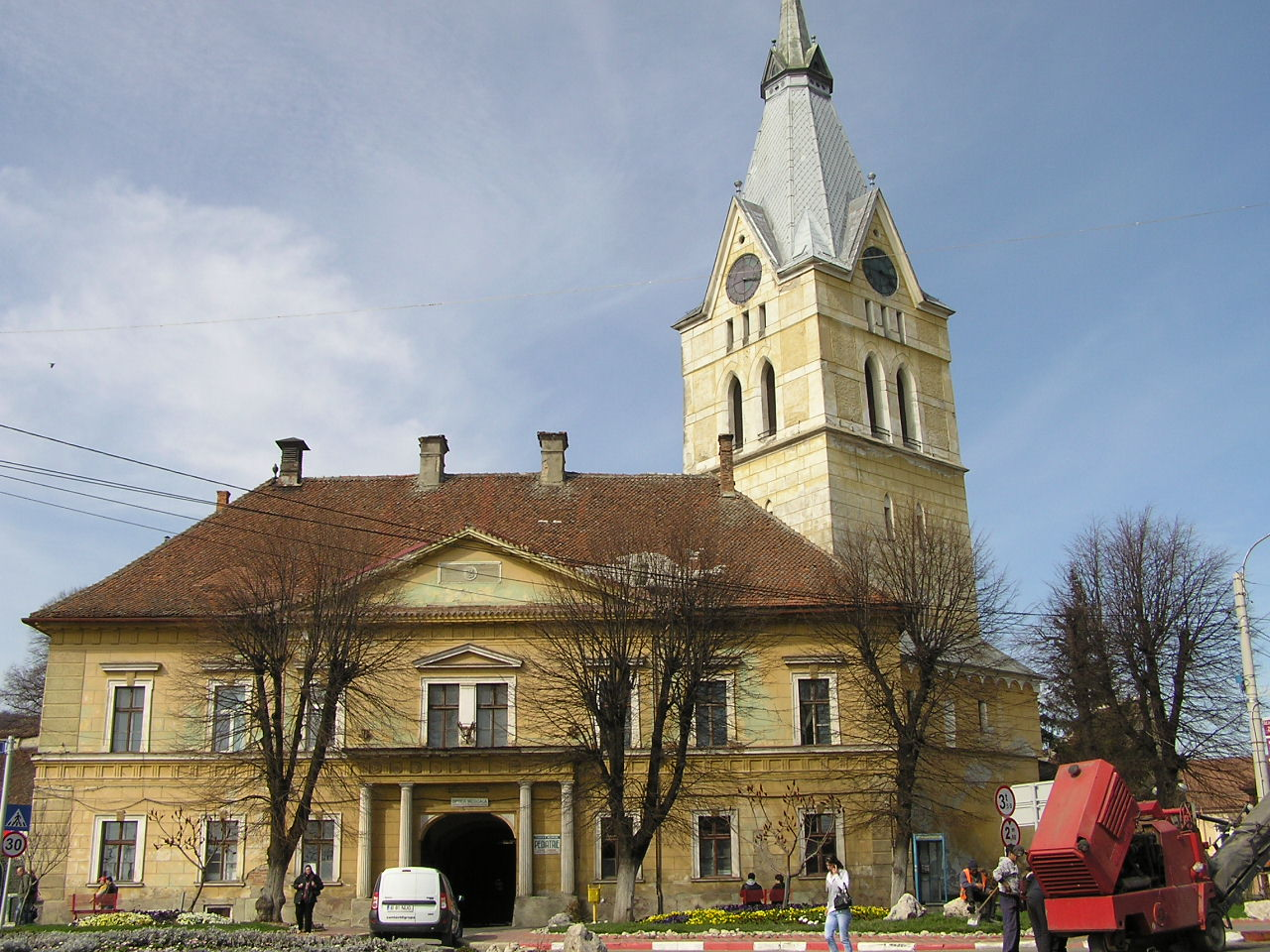
A régi városháza

Feketehalom (románul Codlea, németül Zeiden, szászul Zäöeden, latinul Cidium) megyei jogú város (municípium) Romániában, Erdélyben, Brassó megyében, a Barcaságban.

## Fekvése
Brassótól 11,5 km-re észak-északnyugatra, a Persányi-hegységhez tartozó, 1294 m magas Kotla hegy lábánál fekszik. 13 279 hektáros összterületéből 1017 hektár a belterület. A külterület 48%-a erdő, 24%-a szántó. A város átlagos tengerszint feletti magassága 550–560 m.

## Nevének eredete
Magyar nevét a Kotla- vagy Fekete-hegyen épült várról (Schwarzburg – a Kotla 1267-ben Feketehegy), román nevét pedig magáról a hegyről kapta. A szláv eredetű kotla szó üstöt jelent, a Kotla ugyanis észak–déli irányból nézve felfordított főzőüstre emlékeztet. Német nevének eredete tisztázatlan, egy elmélet szerint a Zeidler ('méhész'), egy másik szerint a latin cotonea ('birs') szóból származik. Történeti névalakjai: Feketewholum (1265), Villa Cidinis (1377), Zerden (1387), Czaiden (1488), Kotla (1699).

## Története
Schwarzburg várát az 1211-ben betelepített Német Lovagrend építette a Kotla-hegyen. A lovagok kiűzése után IV. Béla fiának, a későbbi V. Istvánnak ajándékozta. 1265-ben a várba szorult István sikeresen állt ellen apja Kemény fia Lőrinc vezette ostromló seregének, a Miskolc nembeli Panyit felmentő serege megérkezéséig. 1335-ben Károly Róbert leromboltatta, s nem is épült fel többé.
A vár alatt szász telepesek alapítottak falut. 1377-ben a Barcaság ötödik legnagyobb települése volt. 1395-ben itt időzött Luxemburgi Zsigmond és innen bocsátott ki több okiratot. A 15. század elejétől mezővárosként említik. 1421-ben, 1432-ben és 1530-ban a törökök pusztították. 1510-ben iskolamesterét is összeírták. Az 1536-ban született szabályzat négy városnegyedre (Viertel), ezeken belül négy-négy szomszédságra (Nachbarschaft) osztotta föl. Ekkor 221 család lakta, valamennyien szászok.
Lucas Weygander plébános vezetésével lakói áttértek az evangélikus hitre. 1595-ben a székelyek itt gyülekeztek Báthory Zsigmond havasalföldi hadjáratára. 1599-ben Vitéz Mihály, 1600-ban moldvai csapatok dúlták föl. 1612-ben Báthory Gábor foglalta el és védői többségét kivégeztette. Még ugyanazon év augusztus 28-án a brassóiak csellel visszafoglalták, de a brassóiak leverése után a fejedelem kapitánya, Török István újra elfoglalta. 1616-ban Bethlen Gábor itt fogadta a török portáról visszatérő Toldalagi Mihályt. 1628-ban egy tűzvész a város túlnyomó részét elpusztította. 1658-ban a tatárok égették föl a várost, de a templomerődbe húzódott lakosság megmenekült. A Rákóczi-szabadságharc idején, 1704. április 13-án a császári csapatok a feketehalmi csatában verték szét a Henter Mihály által vezetett székely felkelők seregét.
1699-ből származik az első említés román lakóiról: ekkor 23 román család lakta. A román negyed a várostól délnyugatra, attól eredetileg elkülönülten alakult ki és csak később épült vele össze. Házai 1848-ig fából, szalma- vagy zsindelyfedéllel épültek, azután kőből és cseréppel fedve. Román lakói közül a 19. század végén sokan Bukarestben dolgoztak mint kocsisok, többen pedig kerekesként és bognárként szekereket készítettek a romániai piac számára. A fiatalok 1885 körül kezdték felcserélni a katrincát kartonszoknyára, illetve kezdtek bolti kendőt, selyemkalapot és csizmát viselni.
A Rákóczi-szabadságharc idején mind a császáriak, mind a kurucok megsarcolták. 1704. április 13-án Graven császári ezredes itt verte meg a Kereskényi László parancsnoksága alatt álló, Rákóczi mellé állt székelyeket, majd fölperzselte egész Sepsiszéket. A 18. században a város északkeleti irányban terjeszkedett. 1760-ban hetivásár tartására nyert szabadalmat. A szászok a 18. században kezdtek kőből építkezni, de a kőházak első nemzedéke még a korábbi faházak elrendezését követte, egy szobával. A század második felétől építettek alápincézett, kétszobás kőházakat, kontyolt tető helyett csúcsos oromfallal. 1766-ban 500 szász, 80 román és 30 cigány család lakta (utóbbiak kovácsmesterséggel foglalkoztak). 1769-ben takácscéhének 104 tagja volt. 1852-ben 224 takács dolgozott itt, 220 szövőszék mellett. A textil kisipar a század végén gyors ütemben lehanyatlott: 1890-ben még negyven takács dolgozott, de 1894-ben felszámolták a takács céh utódját, az iparosegyletet, és a századfordulóra a mesterség megszűnt a városban.
1849. március 19-én, Brassó bevétele után itt verte szét Bem Puchner utóvédjét.
1876-ban, Brassó vármegye létrehozásával egy időben nagyközséggé minősítették vissza. 1870-ben gyógyszertára nyílt. A Hornung fivérek 1878-ban romániai exportra termelő hajlítottbútor-gyárat létesített, amely 1910-ben napi 120 széket, fotelt és fogast gyártott. 1879-ben Johann Horvath megalapította Erdély első faipari szerszámgyárát. 1881-ben itt nyílt meg Erdélyben az első községi óvoda. 1903-ban Kolozsvár és Nagyszeben után Erdélyben harmadikként itt létesítettek villanytelepet és vezették be az elektromos közvilágítást (Brassóban még jó ideig gázlámpák világítottak). 1910-re 579 házba vezették be a villanyt. 1904-ben kezdte meg a termelést a Wenzel-féle szerszámgyár, 1905-ben egy napi ötezer téglás kapacitású téglagyár, 1908-ban pedig Robert Christel kereteket, gyerekkocsikat, kerti székeket, szánkókat stb. gyártó faárugyára. Georg Mieskes 1912-ben pamutszövő műhelyet alapított, amelynek utódjaként előbb 1932-ben egy kétszintes és 44, majd 1939-ben egy háromszintes és 83 szövőgéppel dolgozó gyárat építtetett. A két világháború között újabb hat fafeldolgozó, egy kohászati üzem, két felvágott- és egy vegyianyaggyár létesült.
A két világháború között a település déli peremén két új negyed jött létre. Ekkor indult virágzásnak a virágkertészet, amelynek részben a hírnevét is köszönheti. Az első melegházat még 1885-ben az evangélikus lelkész építette, 1924-ben már nyolc virágkertészet működött, 9000 m²-en. Brassó átugrásával a két világháború között már általában közvetlenül Bukarestbe, Kolozsvárra, Nagyváradra és Nagyszebenbe szállítottak a megrendelőknek. 1953-ban az államosított kertészetekből egy nagy állami céget hoztak létre. Az 1960-as évek végén újabb melegházak építésével fejlesztették az ágazatot. A termesztett virágok 70%-a a kommunizmus alatt szegfű volt.
1939-ben hivatalosan még mindig község, annak ellenére, hogy 26 ipari vállalkozása működött 1150 munkással, 34 fűszerboltja, 11 fogadója és 3 szállodája. 1938-ban a német I.G. Farben alapította a Colorom vegyiművet. Ekkor azonban csupán kénszínezéket állítottak elő, illetve Németországból importált festékeket oldottak benne. A II. világháború alatt a székgyárat hadiüzemmé alakították, 1944-ben 521 munkást foglalkoztatott.
1945 januárjában ötszáz szász lakost deportáltak a Don-medencébe, közülük 1949-ig háromszázan tértek vissza. Az otthon maradt szász családokat megfosztották vagyonuktól, 1952-ben mintegy kétszáz szászt néhány évre Erzsébetvárosba internáltak. 1950-ben a települést várossá nyilvánították. A szászok vagyonuktól való megfosztása után és az iparosítás idején főként moldvai, Argeș megyei, Törcsvár vidéki és bodza-vidéki románok települtek be. Az 1950-es években kezdték meg a Colorom gyár továbbfejlesztését. 1970-re a Colorom vált a legnagyobb romániai festékgyárrá, 2350 alkalmazottal. A város délnyugati peremén munkásai számára új lakótelepet építettek, mellette vegyipari szakközépiskola működött.
1953-ban ide helyezték át a brassói fegyházat, a korábbi felvágottgyár épületébe. Máig itt működik. A gépgyár 1946-tól kizárólag bádogtárgyakat, főleg benzines hordókat állított elő. Az 1960-as években személy- és teherautó-alkatrészekkel, belső égésű és dízelmotor-alkatrészekkel bővítették a termékskáláját és 1967–75-ben egy az állomáshoz közeli új gyárépületben helyezték el. A székgyárnak 1964-ben 1420 alkalmazottja volt, 1978-ban a gyárat jelentősen kibővítették. A pamutszövő 1968–69-ben 219 gépesre bővült. 1963-ban egy konfekciógyár létesült, amely műanyag- és habgumibabákat, gyermek- és sportruházatot gyártott, és 1982-ben 293 dolgozója volt.
1955 és 1989 között négy új lakótelepet építettek, a legnagyobb a Măgura negyed az azonos nevű bútorgyár dolgozói számára, 1100 lakással.
Az 1990-es években az ipari üzemek sorra nehéz helyzetbe kerültek. 1997-ben a Colorom termelése a tíz év előtti 10%-ára esett vissza. 1999-ben megszűnt a Măgura bútorgyár. 2000-ben elnyerte a megyei jogú város (municípium) címet.
A Zeidner Nachbarschaft (a Feketehalomról elszármazott szászok szövetsége) 1953-ban Stuttgartban alakult meg.

## Lakossága
- 1814-ben 3264 lakosából 2445 volt a lutheránus szász és 819 az ortodox vallású.
- 1850-ben 3807 lakosából 2698 német, 795 román és 314 cigány nemzetiségű; 2688 evangélikus és 1109 ortodox vallású volt.
- Az ortodox egyházközség nyilvántartása szerint a városi ortodoxok közül 1885-ben 1013 volt román, 254 letelepedett és 108 ideiglenesen itt tartózkodó vándorcigány.[11]
- 1900-ban 4449 főből 2771 volt német, 1436 román és 233 magyar anyanyelvű; 2804 evangélikus, 1429 ortodox vallású. 69%-uk tudott írni–olvasni, a nem magyar anyanyelvűek 12%-a beszélt magyarul. A népszámlálás időpontjában a lakosság 5%-a külföldön tartózkodott.
- 2002-ben 24 286 lakosából 22 518 román, 917 magyar, 424 cigány és 367 német nemzetiségű, 21 074 ortodox, 899 római katolikus, 756 pünkösdista, 525 evangéliumi keresztény és 349 evangélikus vallású volt.

## Látnivalók
- A Kotla (Fekete-hegy) 980 m magas mellékhegyén Schwarzburg vár ovális alakú építményének alapfalai. A Kotla egyébként "időjós" hegy. A szász közmondás szerint: "Ha fején kalapot visel, jó idő lesz; ha gallér van rajta, elindulhatsz; ha kardja villan, esni fog".
- Evangélikus temploma a legnagyobb barcasági erődtemplom. 13. századi eredetű, a 15. században gótikus stílusban átalakították. Az 1432-es török pusztítás után láttak hozzá erődítéséhez. Hármas falgyűrűvel és vizesárokkal vették körül. 1601-ben, 1634-ben és 1762-ben újították, 1685-ben és 1701-ben leégett. Védőműve nagy részét a 19. században lebontották, a korábbi négy toronyból három maradt meg. A templom kazettás mennyezetét 1702-ben készítették.
- Az evangélikus temetőbe 1838-ban kezdtek temetkezni, 1903-ban kibővítették. A temetőkápolna 1870-ben épült.
- Az evangélikus templom mellett álló művelődési ház 1910–1911-ben épült, Schuller és Goldschmidt brassói építészek terve alapján.
- Az előzőhöz kapcsolódó volt német iskola (ma a művelődési házhoz tartozik) Joseph Vogt tervei szerint 1938−1939.
- Mellette a német tagozatos elméleti líceum (Str. Măgurii/Marktgasse 4, 1886–1887, Christian Kertsch brassói építész tervei alapján).
- Az ortodox templom 1783-ban, II. József látogatása alkalmából, Ioan Boghici brassói kereskedő támogatásával épült a város román negyedében (ma Str. Cetății). 1928–1935-ben kibővítették, a pronaoszt a hajótól elválasztó falat elbontották és új apszisokat építettek.
- A régi városháza épülete eredetileg 1724–1726-ból való. 1775-ben javították, 1828–1830-ban átépítették. Ma a poliklinika (sztk) működik benne.
- A mai városháza 1828–1830-ban épült.
- A Főtér 14. számú házában Nicolae Diaconu Sofronești román paraszti típusokat bemutató kerámiaszobrocskáit állítják ki.
- A közös református-római katolikus templom 1988-ban épült. 2000 óta önálló római katolikus egyházközség.
- Az E68-as úton a várostól kb. 6 km-re, bal oldalon nyíló úton közelíthető meg a város fürdőtelepe. 1904-ben a szász polgárok hozták létre az első strandot az erdő közepén, a Goldbach-forrás vizének elrekesztésével.

## Gazdaság
- Továbbra is jelentős ágazat a virágkertészet. A kertészeti vállalat 60 hektár melegházi és 320 szabadföldi felületen termeszt nemcsak virágokat, de zöldséget (főként uborkát és paradicsomot) is. Évente húszmillió szál vágott és százezer cserepes virágot nevelnek.[12]
- A kommunizmus idején alapított üzemek közül a Nutricod takarmánygyár és az 1974-ben alapított, 1982-ben 2100 alkalmazottat foglalkoztató mezőgazdasági gépgyár élték túl az 1990-es évek nehézségeit.
- A német Draxlmaier cég 1994 óta üzemeltet autóalkatrészgyárat a városban.
- A város gazdaságának nagy múltú ágazata a faipari szerszámgyártás. Több cég is foglalkozik körfűrészek, szalagfűrészlapok, kések, gyaluk készítésével és forgalmazásával.
- Baromfitelep és sertéshízlalda. Előbbi 2006-ban a madárinfluenza megjelenésével került a hírekbe.

## Oktatás
- Elméleti líceum. Egy elméleti líceum már 1956 és 1977 között is működött a településen, román és német tagozattal.
- A Simion Mehedinți Műszaki Kollégium faipari líceumként létesült 1972-ben.
- A Colorom gyár mellett működő vegyipari szakközépiskolát szintén 1972-ben alapították.

## Híres emberek
- 1606-ban itt született Petrus Mederus költő. 1638-ban Rostockban poeta laureatussá koronázták. Latin epigrammákat írt.
- 1783. június 7-én itt járt II. József.
- 1888-ban itt született Albert Ziegler pilóta. 1913-ban repülőgépével a Kotláról felszállva új, 3000 méteres magassági rekordot ért el.
- Itt született 1965-ben Simona Popescu író.
- Itt élt és itt hunyt el 1980. február 7-én Eduard Morres festő.

## Képek

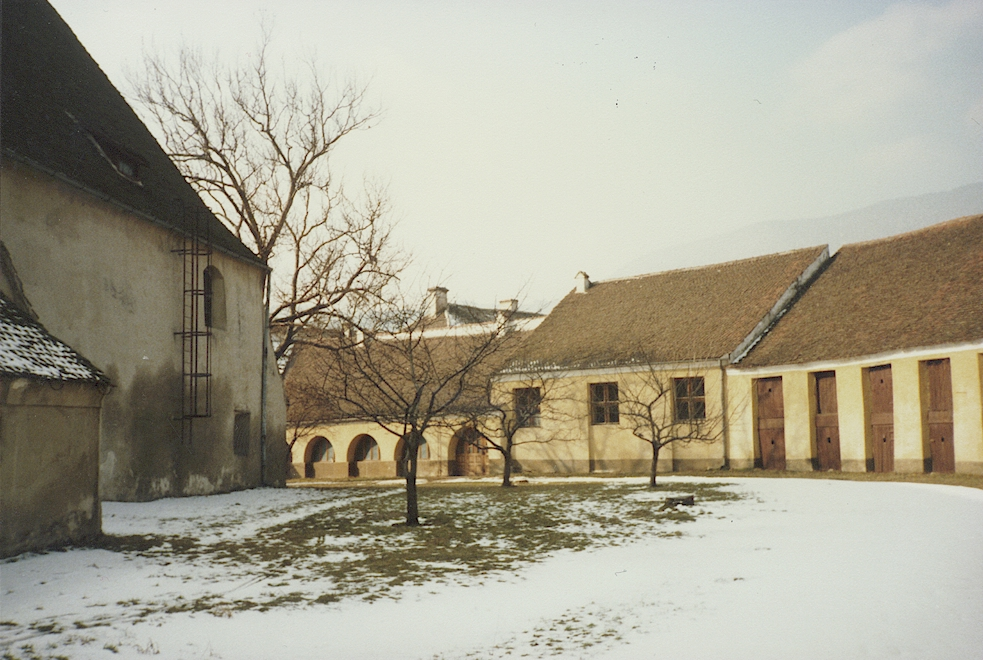
Az erődtemplom udvara
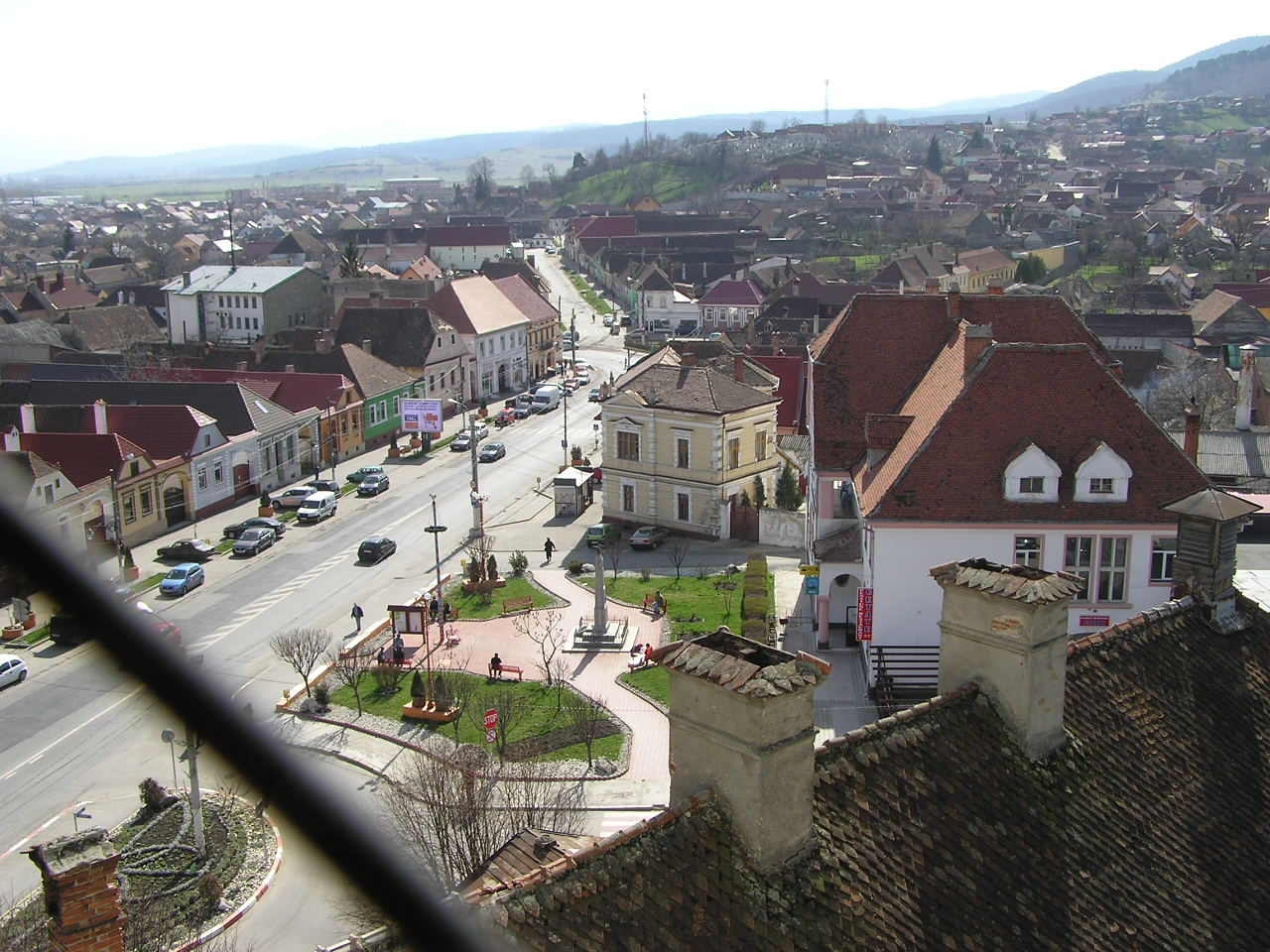
Kilátás az erődtemplomból, délre
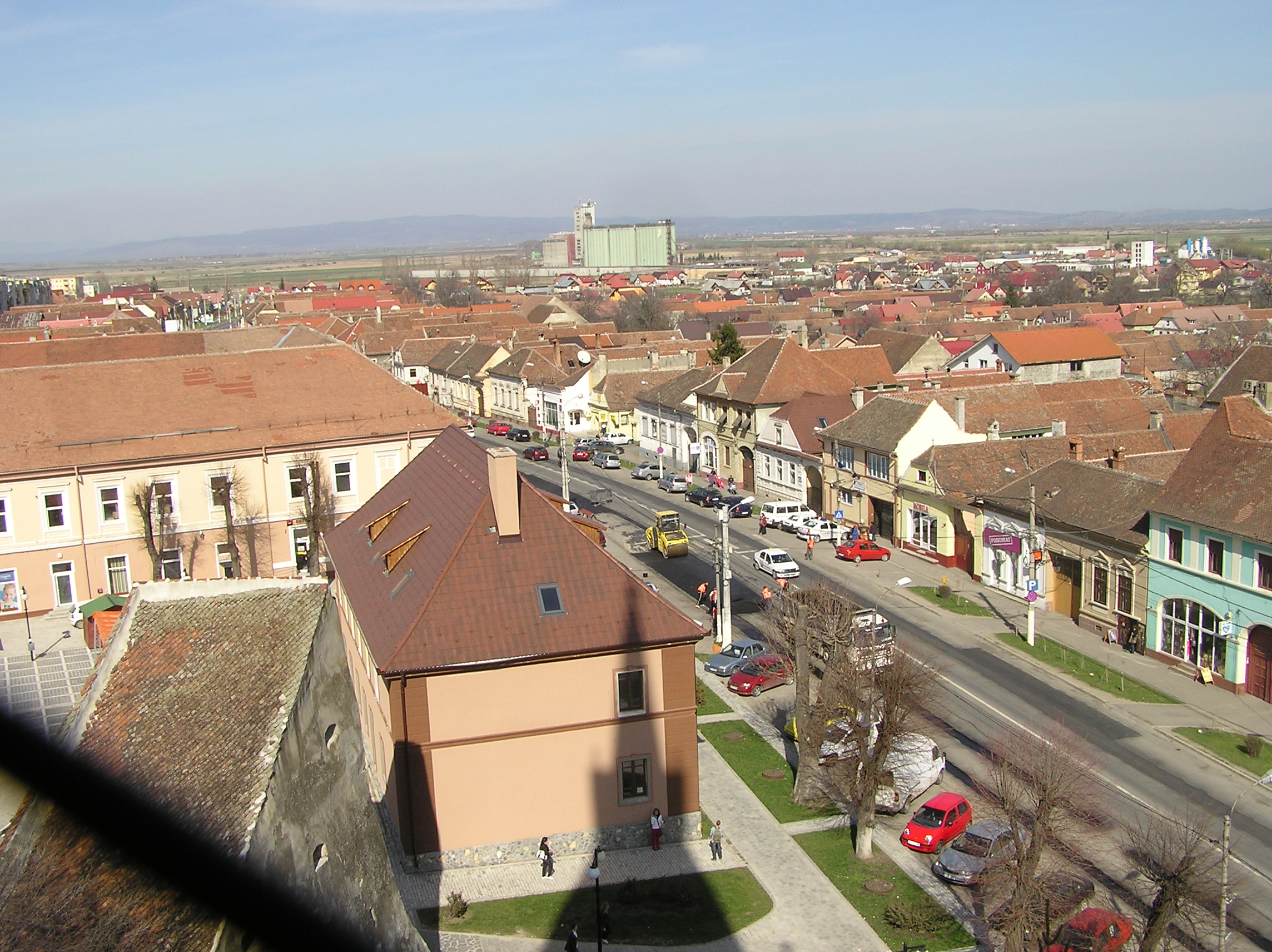
Kilátás az erődtemplomból, északkeletre
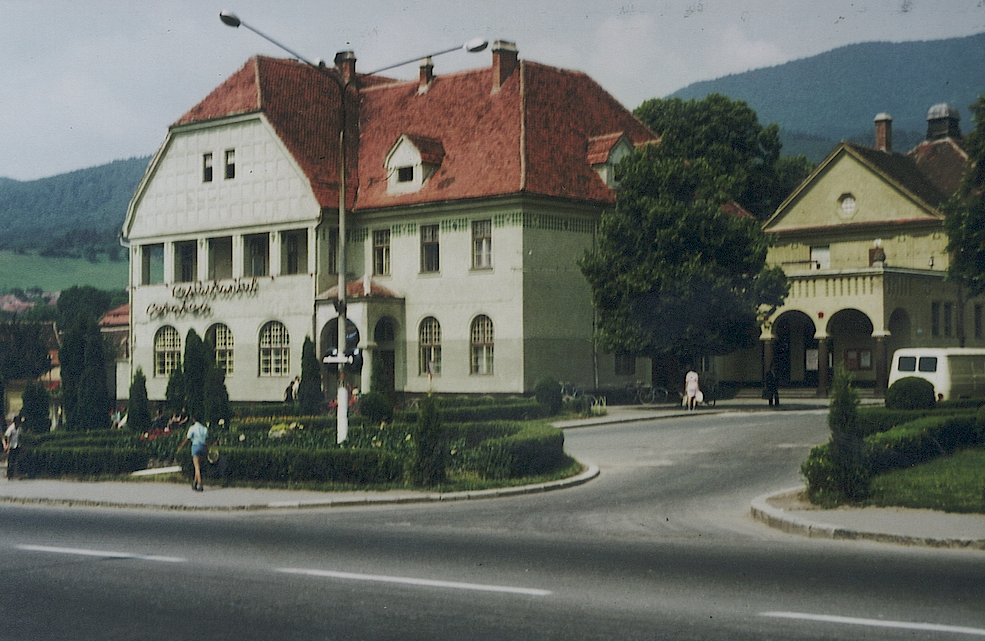
Cetate szálloda
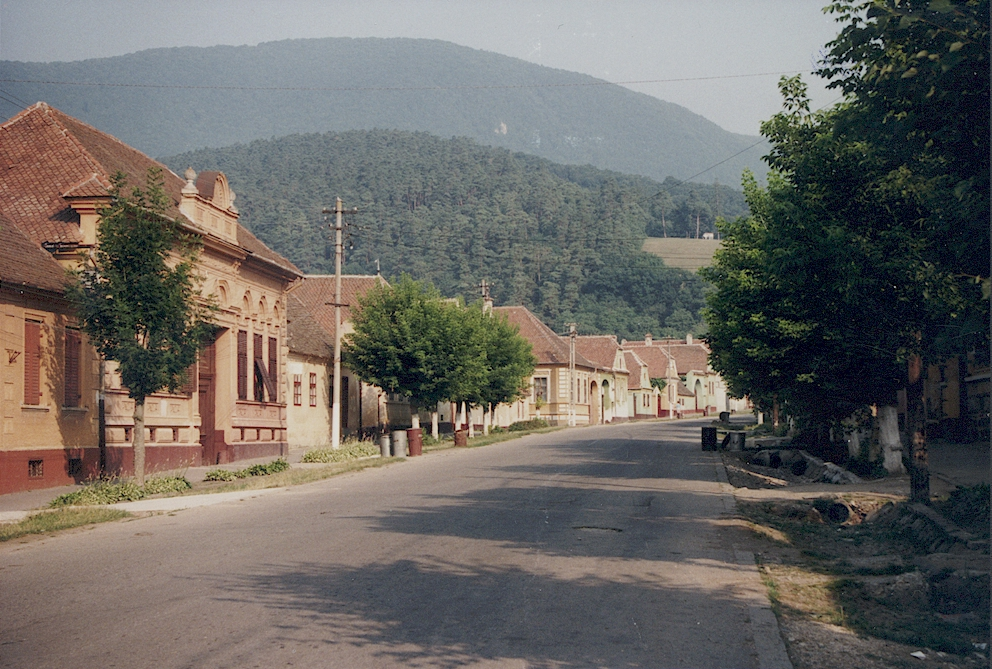
Strada Măgurii/Marktgasse